# Křížová cesta (Načeradec)
Křížová cesta v Načeradci na Benešovsku vede jihovýchodním směrem cca 1,6 km na Holý vrch. Nachází se v katastrech obcí Načeradec a Olešná u Načeradce.

## Historie
Křížová cesta byla postavena roku 1738 nákladem hraběte ze Starhemberka. Tvoří ji třináct zděných hranolových kapliček se stříškou a dvěma výklenky nad sebou.
V 90. letech 20. století byla nově zrekonstruována.
Křížová cesta je chráněna jako nemovitá Kulturní památka České republiky.